# Olešná (okres Písek)
Olešná je obec v okrese Písek v Jihočeském kraji. Žije v ní 136 obyvatel.

## Historie
První písemná zmínka o vesnici pochází z roku 1379.

## Obyvatelstvo
| Rok            | 1869 | 1880 | 1890 | 1900 | 1910 | 1921 | 1930 | 1950 | 1961 | 1970 | 1980 | 1991 | 2001 | 2011 | 2021 |
| -------------- | ---- | ---- | ---- | ---- | ---- | ---- | ---- | ---- | ---- | ---- | ---- | ---- | ---- | ---- | ---- |
| Počet obyvatel | 472  | 464  | 413  | 392  | 407  | 390  | 357  | 274  | 250  | 188  | 114  | 102  | 83   | 103  | 151  |
| Počet domů     | 64   | 70   | 70   | 72   | 70   | 71   | 74   | 81   | 62   | 63   | 54   | 64   | 69   | 86   | 87   |

## Obecní správa
Mezi lety 1850–1877 patřila Olešná jako osada obce k Podolí I v okrese Písek. V letech 1877–1960 byla obcí v okrese Písek (1877–1930), posléze v okrese Milevsko (1950) a později opět v okrese Písek. V letech 1960–1990 patřila znovu jako část obce k Podolí I a od 24. listopadu 1990 je opět samostatnou obcí, ale Rastory již zůstaly součástí Podolí I. V letech 1887–1959 k obci patřily Rastory.

### Obecní symboly
Znak a vlajka byly obci uděleny rozhodnutím předsedy Poslanecké sněmovny Parlamentu České republiky dne 6. ledna 2021.

## Pamětihodnosti
- Návesní kaple je z první poloviny 19. století. Kaple je zasvěcená svatému Janu Křtiteli.[8]
- Žulový smírčí kříž se nachází v pravotočivé zatáčce u vjezdu do obce, před prvním domem po levé straně. Výška: 64 centimetrů, šířka 37 centimetrů, síla 20 centimetrů.[9]
- Poblíž kaple je umístěný kovový kříž na vysokém kamenném podstavci. Vročení 1886[9]
- Na jižním okraji obce se nalézá celokamenný kříž.[9]
- Kovový kříž na kamenném podstavci se nachází zhruba kilometr od obce u hlavní komunikace.[9]
- Pomník padlým v druhé světové válce je umístěný u hlavní silnice do vesnice.

## Pověst
Pověst se vztahuje k smírčímu kříži. Místní sedlák tento kříž ukradl a použil ho k zpevnění žlabu pro dobytek. Když dobytek přestal žrát, sedlák kříž urychleně vrátil na původní místo.

## Galerie

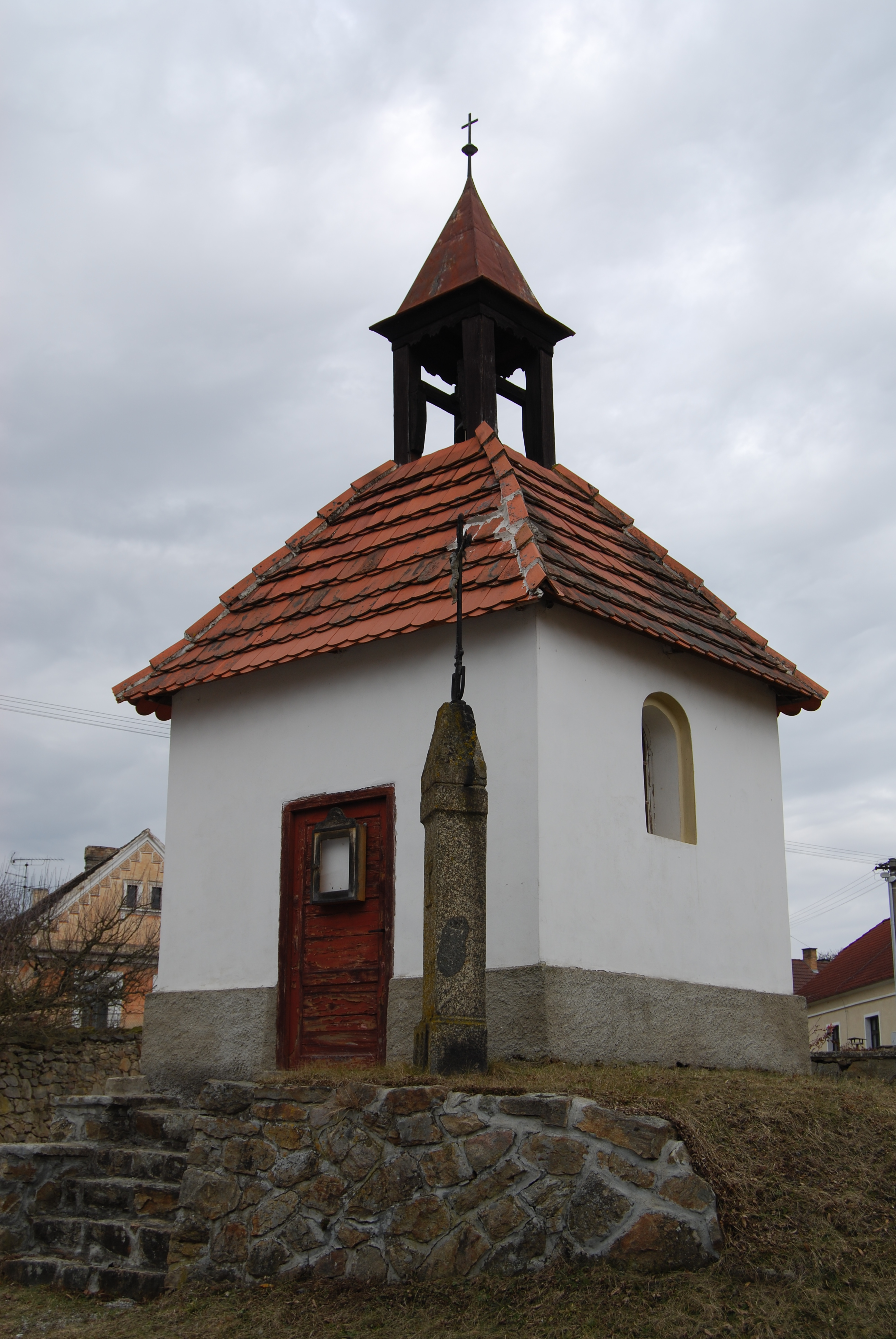
Návesní kaple
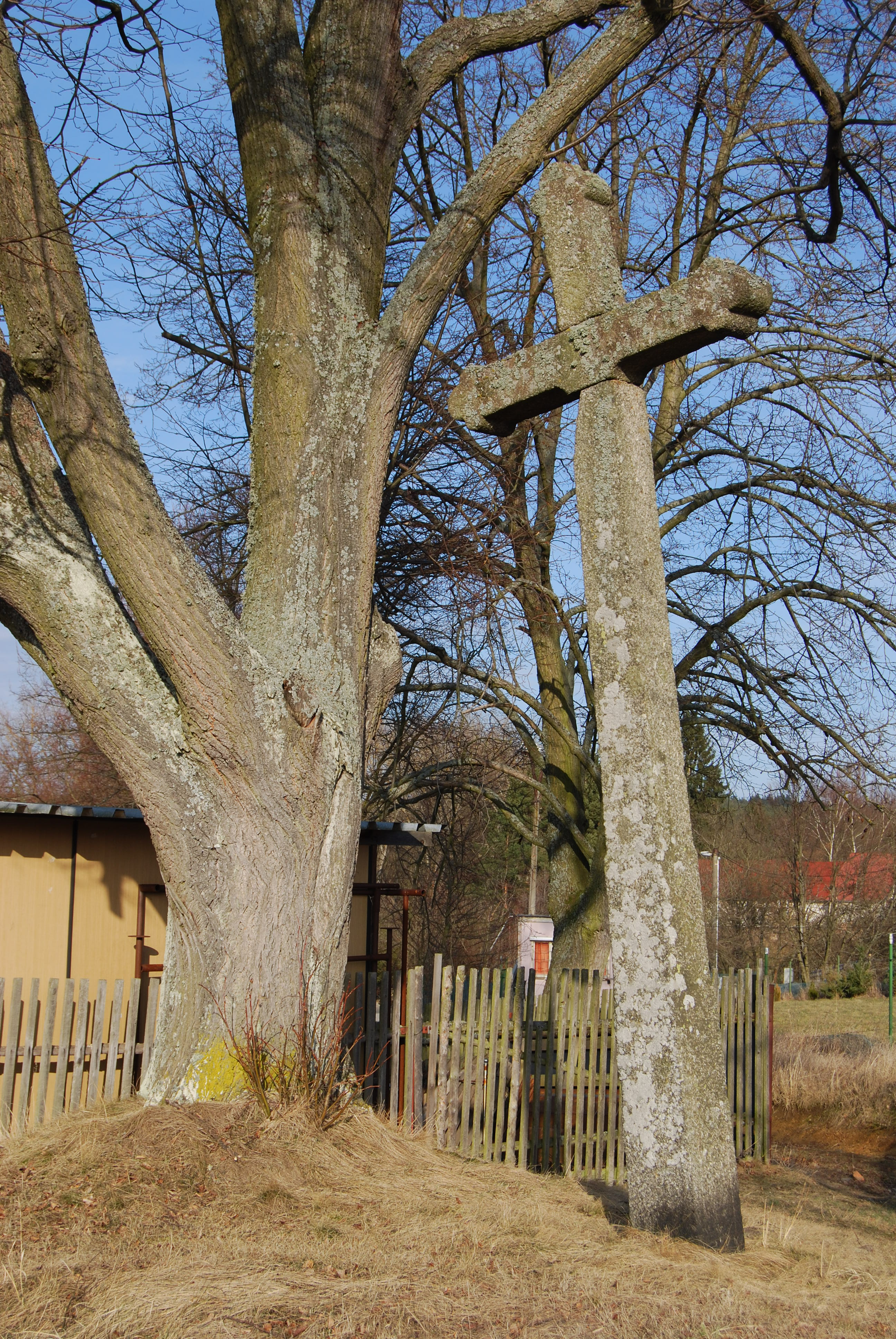
Kříž v obci
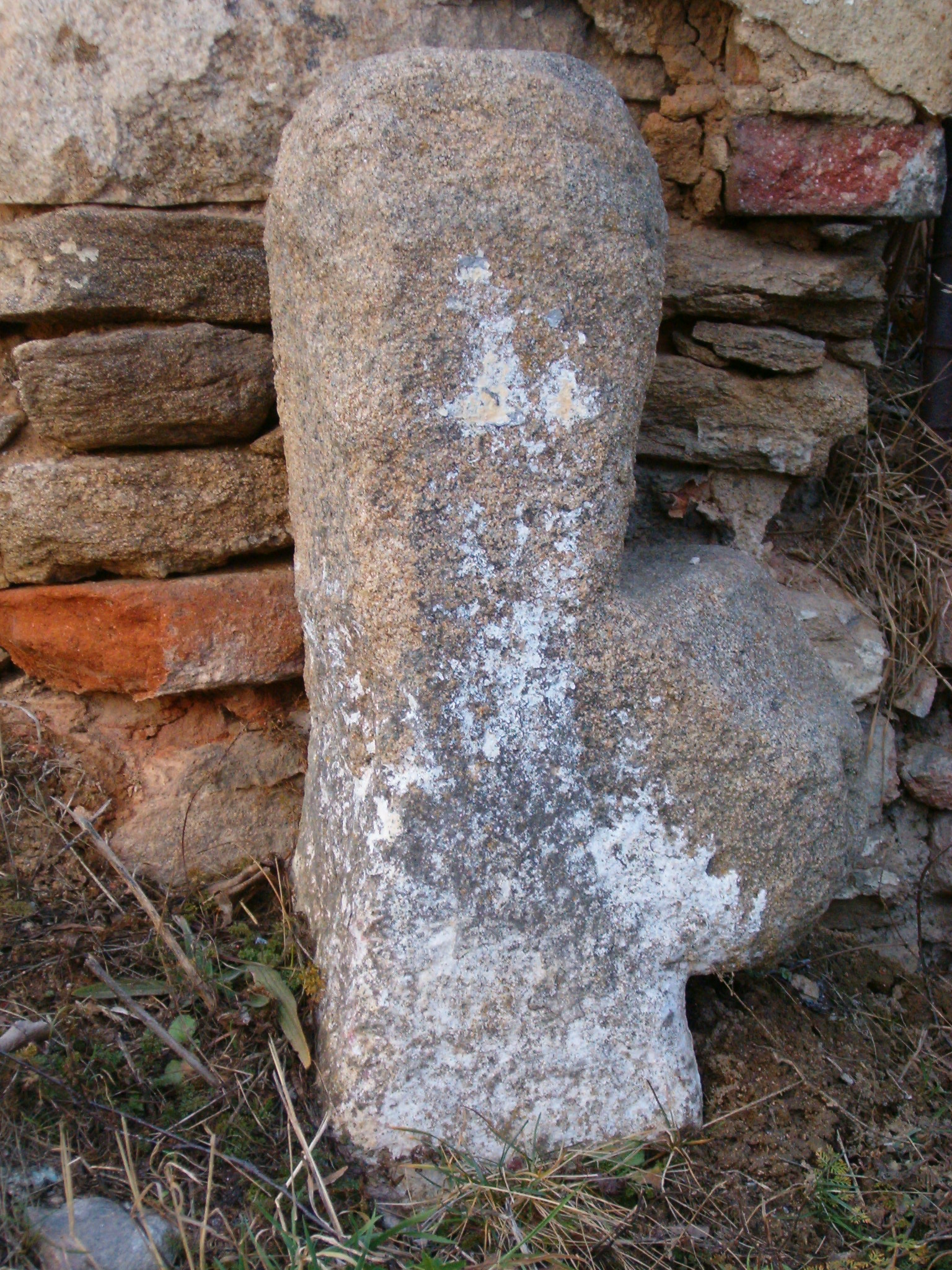
Smírčí kříž
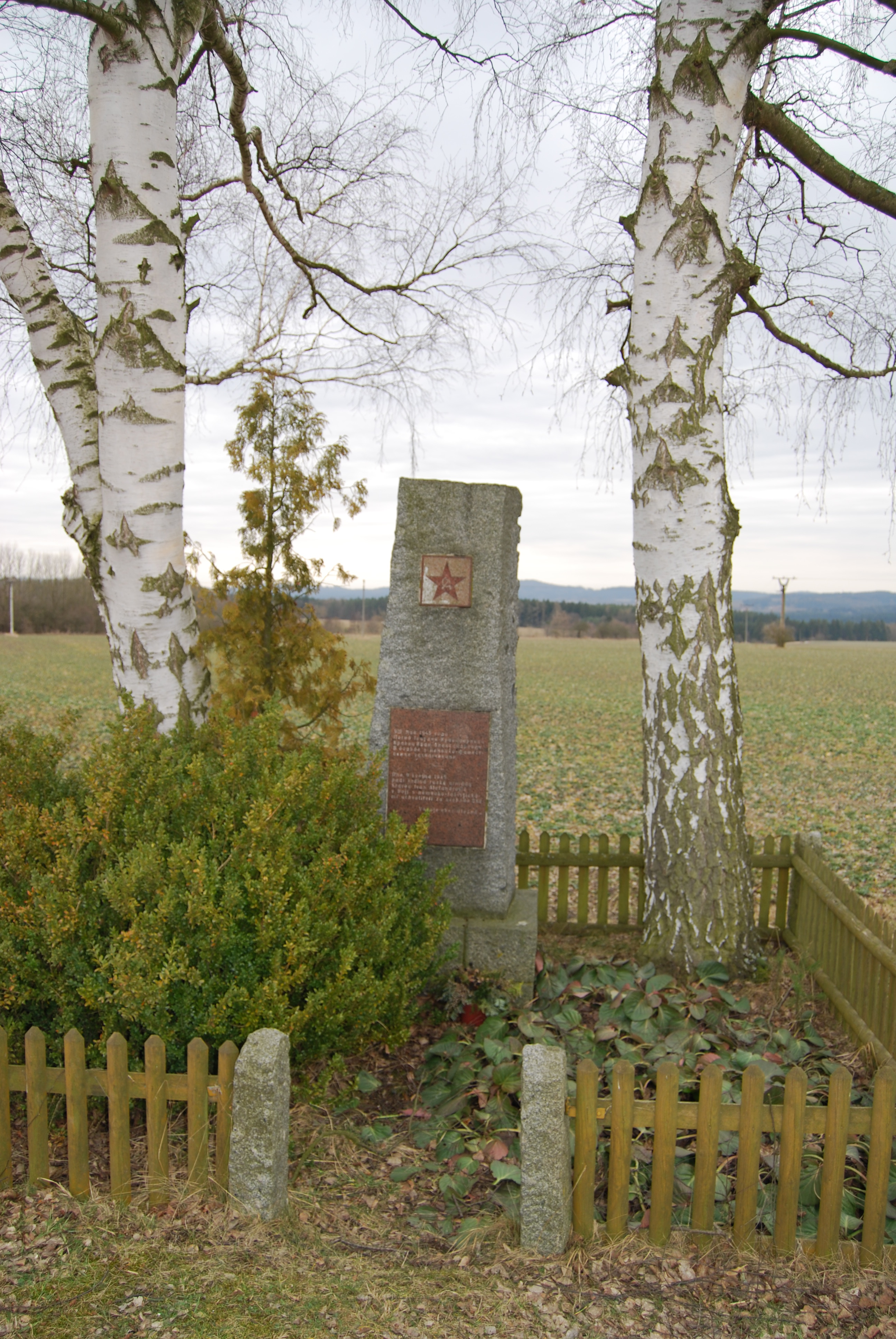
Pomník padlým ve druhé světové válce
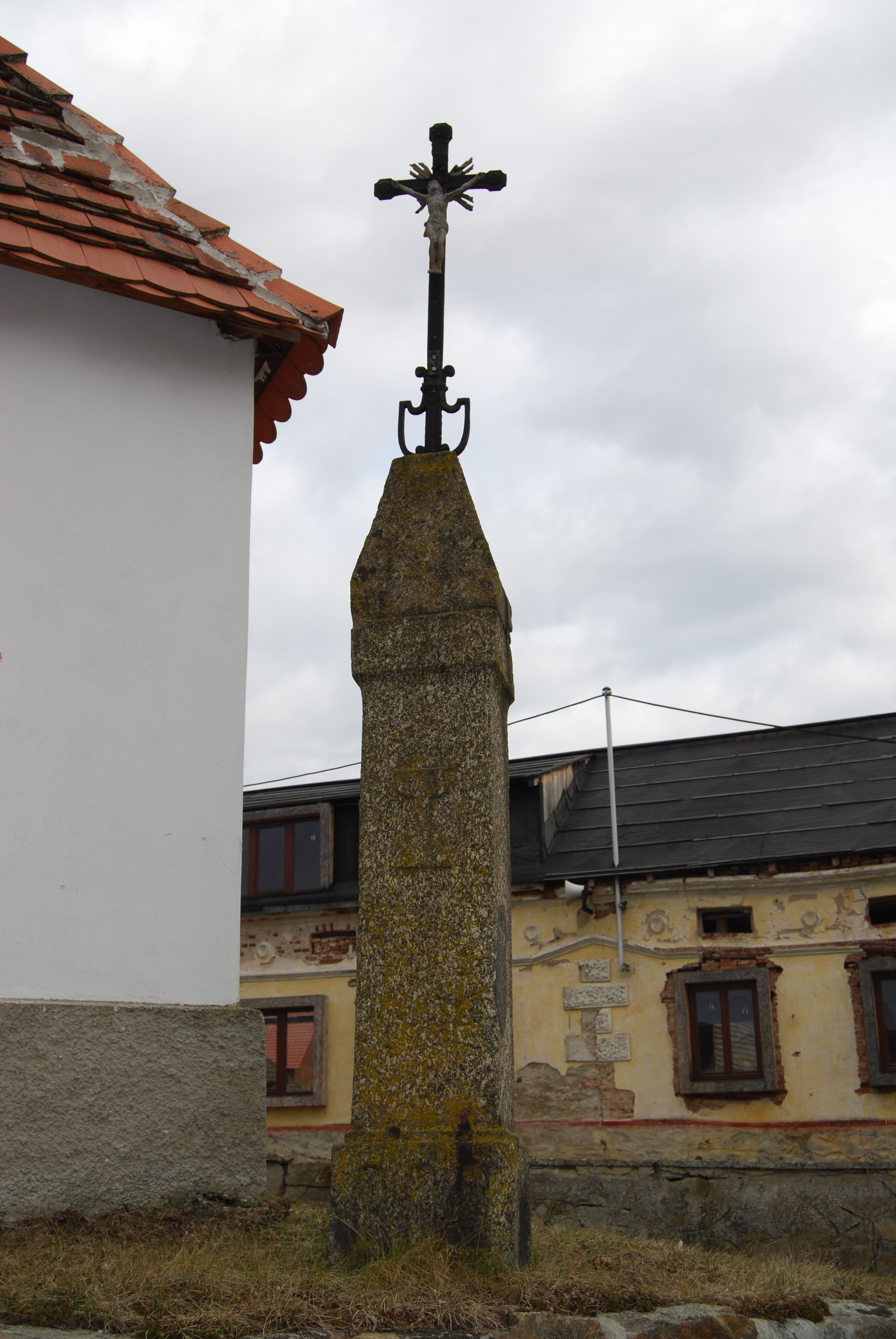
Kříž vedle návesní kaple